# Otukt
Otukt, ej acceptabelt sexuellt beteende, oftast i den snävare meningen av sexuellt umgänge (dock ej parafilt sådant) utanför äktenskapet. Uttrycket förekom i det svenska lagspråket fram till 1984, då en revision av sjätte kapitlet brottsbalken ägde rum. I Finland lever dock begreppet kvar i rättsväsendet.

## Begreppets historik
I det svenska juridiska uttrycket "öva otukt" innefattades inte bara olovligt sexuellt umgänge mellan man och kvinna i egentlig mening, så kallat lägersmål, vilket var den innebörd som begreppet otukt gavs i det äldre vardagsspråket. I begreppet ingick även andra otillåtna åtgärder med annans kropp, som avsåg att uppväcka eller tillfredsställa sexualdrift hos den handlande, och som i sexuellt avseende i motsvarande grad var ägnade att såra anständighetskänslan hos den drabbade. Alla sådana handlingar var dock inte straffbara. 
Vid sidan av straffbestämmelserna för hor och våldtäkt utgick under 1900-talets början ett särskilt straff för otukt vanligen endast om någon försvårande omständighet fanns för handen. Ett exempel var då visst släktskapsförhållande förelåg mellan parterna (se blodskam), eller vid så kallad "onaturlig otukt" (sodomi eller pederasti), då straffbarheten vanligen begränsades till sexuella handlingar mellan personer av samma kön, ofta endast till otukt mellan män. Ett annat fall var då gärningen förövades med en minderårig eller förståndssvag person eller innefattade missbruk av någon särskild vårdnadsplikt. 
Det äldre straffbruket för otukt med djur (tidelag) som hämtades från mosaiska lagen, försvann tidigare ur lagstiftningen än många andra otuktsbestämmelser. Antalet lagar som bestraffade ett okvalificerat övande av otukt i form av samlag utanför äktenskapet, förr kallat lönskaläge, minskade successivt.
Under en lång tid fanns det en stark tendens till avkriminalisering av området, emellertid fanns det i början av 1900-talet en opinion för att utvidga lagstiftningen för vissa fall, såsom då otukten innefattade missbruk av tjänsteställning; eller då tvång genom hot kommit till användning utan att gärningen gick att betrakta som våldtäkt.
Vissa strafflagar innehöll straff för kvinnor som yrkesmässigt ägnar sig åt otuktsövande i form av prostitution.
Ett äldre namn på otukt var Skörlevnad (av fornsvenska skör, "bräcklig, lättsinnig"). Motsvarande juridiska uttryck var lägersmål.